# Ksaliproden
Ksaliproden (SR57746) je lek koji deluje kao  agonist. On ima neurotrofno i neuroprotektivno dejstvo in vitro, i predložen je kao potencijalni tretman za nekoliko neurodegenerativnih oboljenja, među kojima su amiotrofična lateralna skleroza (ALS) i Alchajmerova bolest.